# Адмиралтейский дом

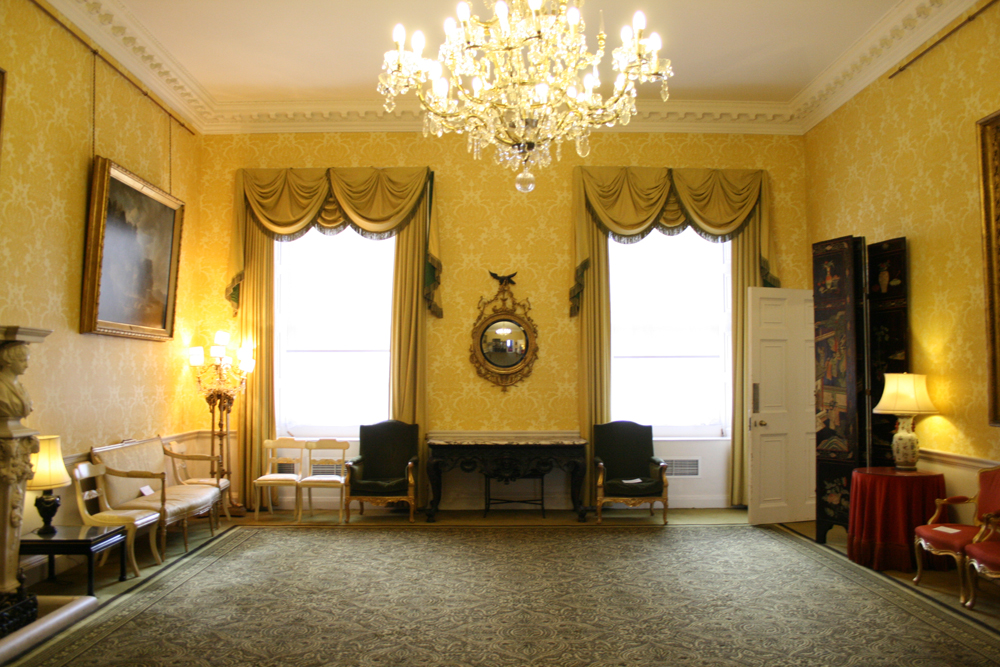
Адмиралтейский дом — интерьер

Адмиралтейский дом (англ. Admiralty House) — здание в палладианском стиле в историческом центре Лондона, выходящее задним фасадом на плац Конной гвардии. Место размещения министерских квартир правительства Великобритании. До 1964 года служило резиденцией Первого лорда Адмиралтейства.
Здание было спроектировано английским архитектором Сэмюэлом Пеписом Коккереллом в 1786 году. В 1911—1915 и 1939—1940 годах в здании проживал Уинстон Черчилль, будучи первым лордом британского Адмиралтейства. Выход к Уайтхоллу Адмиралтейскому дому перегораживает здание Адмиралтейства (или Рипли-билдинг), построенное по проекту архитектора Томаса Рипли в 1726 году. Со стороны улицы Мэлл расположена Арка Адмиралтейства.